# Paris nittonde arrondissement
Paris nittonde arrondissement är ett av Paris 20 arrondissement. Arrondissementet har namnet Buttes-Chaumont och är uppkallat efter kullen Buttes-Chaumont.
Nittonde arrondissementet består av fyra distrikt: Villette, Pont-de-Flandre, Amérique och Combat.
Arrondissementet inbegriper Théâtre Paris-Villette, hôpital Robert-Debré, Grande halle de la Villette, Cité des sciences et de l'industrie, Cité de la musique, Conservatoire national supérieur de musique et de danse de Paris, Archives de Paris, Lycée Henri-Bergson, Conservatoire municipal och Centquatre-Paris. 

## Kyrkobyggnader
- Marie-Médiatrice-de-Toutes-les-Grâces
- Notre-Dame-de-l'Assomption-des-Buttes-Chaumont
- Saint-François-d'Assise
- Saint-Georges de la Villette
- Saint-Jacques-Saint-Christophe de la Villette
- Saint-Jean-Baptiste de Belleville
- Saint-Luc
- Sainte-Claire
- Sainte-Colette-des-Buttes-Chaumont

## Bilder
| - Saint-François-d'Assise de Paris. - Saint-Georges de la Villette. - Saint-Jacques-Saint-Christophe de la Villette. - Saint-Jean-Baptiste de Belleville. |